# Квартин
Квартин е император-узурпатор по времето на управление на римския император Максимин Тракиеца (235-238 г.).
През 235 г. някой си Тит , когото гръцкият историк Херодиан нарича Квартин, оспорва трона на Максимин Тракиеца, оглавявайки въстание. Убит е в своята палатка от един от своите приятели на име Македоний, недоволен, че не е обявен той за император.